# Eustrotia icarus
Eustrotia icarus är en fjärilsart som beskrevs av Fawcett 1917. Eustrotia icarus ingår i släktet Eustrotia och familjen nattflyn. Inga underarter finns listade i Catalogue of Life.